# 日本医工学治療学会
特定非営利活動法人日本医工学治療学会（にほんいこうがくちりょうがっかい、英文名 Japanese Society for Therapeutics and Engineering）は、医工学的技術を治療に応用するための知識・技術開発の相互啓発を主な目的とする団体（当初有志により発足した医工学治療研究会の会員数が500名を越えたのを契機に、1995年に日本医工学治療学会と改組）。事務局を札幌市白石区にある社会医療法人北楡会の札幌北楡病院内に置いている。

## 事業
- 学術大会・分科会その他学術的な集会の開催、医工学治療に関する著作物の刊行、調査研究、研修・教育活動・広報活動
- 医工学治療機器の使用基準の作成、国内外の関連学術団体との連絡・提携
- 認定専門医・認定技士・認定機構の基準に則った医工学治療認定専門医、医工学治療認定技士をつくるための資格認定事業など[1]

## 活動
- 学術大会（年2回）、医師・臨床工学技士・看護師・工学者を含む医工学治療従事者の研修、医工学治療関連刊行物の発行、研修用視聴覚メディアの製作
- 21世紀の医療として一層の発展が期待される医工学治療に関心のある医師・ 理工学研究者・医工学治療技士（臨床工学技士）・看護師・製造業者・販売業者の方々の本会への入会を勧めている[2]。

## 機関誌
- 『医工学治療』